# Nyctaginaceae
Famille
Classification APG III (2009)
Les Nyctaginaceae (Nyctaginacées) sont une famille de plantes dicotylédones ; elle comprend près de 300 espèces réparties en 33 genres. Ce sont des arbres, des arbustes, des plantes herbacées (quelquefois des lianes) généralement à feuilles opposées, essentiellement des régions subtropicales à tropicales.
Parmi les genres, on peut citer :
- Bougainvillea, ce sont les bougainvilliers dont les feuilles, à l'extrémité des rameaux, sont fortement colorées.

Cette famille est surnommée en anglais « the four o'clock family » (« la famille quatre heure »).

## Étymologie
Le nom vient de Nyctago (et non pas du genre Nyctaginia), composé du grec νυκτός / nyktus, « nuit », et du suffixe -ago, en raison de la floraison nocturne de certaines espèces. Le genre Nyctago, Juss. 1789, fut un synonyme illégitime de Mirabilis, signifiant « merveilleux » en latin.

## Caractéristiques
Les inflorescences sont généralement des cymes ou des racèmes terminaux ou latéraux, parfois des ombelles ou réduites à une seule fleur. Les bractées sont libres ou connées, et forment parfois une involucre. Elles sont parfois pétaloïdes comme pour les bougainvilliers.
Les fleurs sont actinomorphes, bisexuées ou unisexuées, parfois cleistogames ou insignifiantes. Le périanthe est dépourvu de pétales, mais possède 5 sépales généralement connés, souvent pétaloïdes, formant généralement une structure tubulaire, funneliforme ou campanulée, comprimée autour de l'ovaire, et dont la base est persistante lors de la fructification. La préfloraison est souvent valvaire.
Les étamines, hypogynes et généralement alternisépales, sont au nombre de 1 à 18. Libres ou soudées à la base, elles ont des anthères biloculaires à déhiscence longitudinale. L'ovaire, supère, est uniloculaire et ne possède qu'un ovule à placentation basale. Le style est unique.
Le fruit est spécifique : c'est un anthocarpe. Indéhiscent, c'est un akène entouré par la base persistante du calice. Il est souvent ridé, ailé ou glanduleux. Chez certains genres (Anulocaulis, Boerhavia, Cyphomeris et de nombreux Mirabilis), les fruits produisent une grande quantité de mucilage quand ils sont mouillés. La graine unique est albuminée, et posséde un perisperme abondant, des cotylédons foliacés et un embryon droit ou courbé.

## Taxinomie
Le nom scientifique des Nyctaginaceae, basé sur le genre type Nyctaginia, est un nomen conservandum (nom. cons.), publié en 1789 par le botaniste français Antoine-Laurent de Jussieu.
Les familles suivantes ont été fusionnées dans les Nyctaginaceae et sont donc synonymes :
- Allioniaceae Horan.
- Bougainvilleaceae J.Agardh
- Mirabilidaceae W.R.B.Oliv.
- Pisoniaceae J.Agardh

## Liste des genres
Selon la World Flora Online (WFO) (28 novembre 2023) :
- Abronia Juss.
- Acleisanthes A.Gray
- Allionia L.
- Andradea Allemão
- Anulocaulis Standl.
- Belemia Pires
- Boerhaavia Mill.
- Boerhavia L.
- Bougainvillea Comm. ex Juss.
- Calymenia Pers.
- Calyxhymenia Ortega
- Caribea Alain
- Cephalotomandra H.Karst. & Triana
- Colignonia Endl.
- Commicarpus Standl.
- Cryptocarpus Kunth
- Cuscatlania Standl.
- Cyphomeris Standl.
- Eggersia Hook.f.
- Grajalesia Miranda
- Guapira Aubl.
- Heimerlia Skottsb.
- Heimerliodendron Skottsb.
- Hesperonia Standl.
- Leucaster Choisy
- Mirabilis L.
- Nachtigalia Schinz ex Engl.
- Neea Ruiz & Pav.
- Neeopsis Lundell
- Nyctaginia Choisy
- Nyctago Juss.
- Okenia Schltdl. & Cham.
- Oxybaphus L'Hér. ex Willd.
- Phaeoptilum Radlk.
- Pisonia L.
- Pisoniella Standl.
- Quamoclidion Choisy
- Ramisia Glaz. ex Baill.
- Reichenbachia Spreng.
- Rockia Heimerl
- Salpianthus Bonpl.
- Senkenbergia Schauer
- Timeroyea Montrouz.
- Tricycla Cav.
- Trimista Raf.
- Tripterocalyx (Torr.) Hook.

Selon GRIN (28 novembre 2023) :
tribu des Boldoeae
- Boldoa Cav. ex Lag.
- Cryptocarpus Kunth
- Salpianthus Humb. & Bonpl.

tribu des Bougainvilleeae
- Belemia Pires
- Bougainvillea Comm. ex Juss.
- Phaeoptilum Radlk.

tribu des Caribeeae
- Caribea Alain

tribu des Colignonieae
- Colignonia Endl.

tribu des Leucastereae
- Andradea Allemão
- Leucaster Choisy
- Ramisia Glaz. ex Baill.
- Reichenbachia Spreng.

tribu des Nyctagineae
- Abronia Juss.
- Acleisanthes A.Gray
- Allionia L.
- Anulocaulis Standl.
- Boerhavia L.
- Commicarpus Standl.
- Cuscatlania Standl.
- Cyphomeris Standl.
- Mirabilis L.
- Nyctaginia Choisy
- Okenia Schltdl. & Cham.
- Tripterocalyx (Torr.) Hook.

tribu des Pisonieae
- Cephalotomandra H. Karst. & Triana
- Grajalesia Miranda
- Guapira Aubl.
- Neea Ruiz & Pav.
- Neeopsis Lundell
- Pisonia L.
- Pisoniella (Heimerl) Standl.